# ستيفن روت
ستيفن روت (بالإنجليزية: Stephen Root)‏ (و. 1951 – م) هو ممثل، وممثل تعبيري، وممثل أفلام، وممثل تلفزيوني من الولايات المتحدة الأمريكية . ولد في ساراسوتا، فلوريدا .

## التعليم
تعلم في جامعة فلوريدا

## روابط خارجية
- ستيفن روت على موقع IMDb (الإنجليزية)
- ستيفن روت على موقع ميتاكريتيك (الإنجليزية)
- ستيفن روت على موقع روتن توميتوز (الإنجليزية)
- ستيفن روت على موقع قاعدة بيانات الأفلام العربية
- ستيفن روت على موقع ألو سيني (الفرنسية)
- ستيفن روت على موقع ميوزك برينز (الإنجليزية)
- ستيفن روت على موقع أول موفي (الإنجليزية)
- ستيفن روت على موقع قاعدة بيانات برودواي على الإنترنت (الإنجليزية)
- ستيفن روت على موقع قاعدة بيانات الأفلام السويدية (السويدية)
- ستيفن روت على موقع إن إن دي بي (الإنجليزية)